# Баденхард
Баденхард (њем. Badenhard) општина је у њемачкој савезној држави Рајна-Палатинат. Једно је од 134 општинска средишта округа Рајн-Хунсрик. Према процјени из 2010. у општини је живјело 131 становника. Посједује регионалну шифру (AGS) 7140005.

## Географски и демографски подаци
Баденхард се налази у савезној држави Рајна-Палатинат у округу Рајн-Хунсрик. Општина се налази на надморској висини од 435 метара. Површина општине износи 3,0 km². У самом мјесту је, према процјени из 2010. године, живјело 131 становника. Просјечна густина становништва износи 44 становника/km².